# 大卫·科尔曼 (教育家)
大卫·科尔曼（英語：David Coleman，1969—）是一位美国商人，自2012年起担任美國大學理事會首席执行官，任期至2025年10月31日。他是大学理事会的第九任主席。媒体经常称他为“共同核心”计划的缔造者。

## 早年生活和教育经历
科尔曼出生于曼哈頓的一个犹太家庭。他的父亲是一名精神科医生；他的母亲伊丽莎白·科尔曼曾在1987年至2013年期间担任本宁顿学院的校长。科尔曼小时候，他的母亲是曼哈顿市中心新学院的院长。他上大学时，全家搬到了佛蒙特州生活。
科尔曼毕业于史岱文森高中，并于1991年获得了耶鲁大学哲学学士学位。在耶鲁大学本科期间，他参与了尤利西斯·S·格兰特（Ulysses S. Grant）计划，该计划为纽黑文市的高中生提供阅读辅导服务。此外，他还创办了一个名为“树枝”（Branch）的社区服务项目，专门帮助市中心的学生。
1991年，科尔曼获得罗德奖学金，并在牛津大学大学学院获得了文学学士学位。随后，他在剑桥大学得到了古典哲学的硕士学位。在英国期间，他结识了杰森·津巴（Jason Zimba），后者是威廉姆斯学院的毕业生，也是罗德奖学金的获得者，专攻数学和物理。两人结为好友，并在未来成为商业伙伴。2001年，津巴在加州大學柏克萊分校修得了数学物理博士学位。

## 事业
从牛津返回纽约后，科尔曼原本打算担任一名高中英语教师，但根据《纽约时报杂志》的托德·巴尔夫（Todd Balf）所说，当他意识到自己无法找到教师工作时，便成为了麥肯錫的一名顾问。在此期间，他为一些希望提升教育质量的学区提供了公益咨询服务。
科尔曼随后与津巴合作，创立了成长网络（The Grow Network），一家基于互联网的咨询机构，专门为各州和大型学区分析考试成绩。2001年，成长网络与宾夕法尼亚州、加利福尼亚州、内华达州、新墨西哥州、新泽西州以及纽约和芝加哥的公立学区签订了合同。2004年，麦格劳希尔收购了该机构，并将其更名为成长网络/麦格劳-希尔（Grow Network/McGraw-Hill）。此次收购的具体条款未予披露。
2007年，科尔曼、津巴及教育分析师苏·皮门特尔（Sue Pimentel）共同创立了学生成就伙伴（Student Achievement Partners，SAP），一家非營利組織，致力于研究和制定“基于成就”的评估标准。SAP部分受到比尔及梅琳达·盖茨基金会资助，在制定共同核心州立标准方面发挥了主导作用。  

### 共同核心
2009年，全國州長協會和州首席教育官员理事会发起了一项倡议，寻求为从小学到高中的英语語言藝術和数学学科制定共同核心州立标准。共同核心州立标准旨在通过明确学生从幼儿园到高中应掌握的技能，帮助他们为大学和职业生涯做好准备。 该标准注重“深入学习、跨学科知识以及扎实的数学技能。”科尔曼是英语语言艺术编写团队的一员，该团队由SAP的联合创始人皮门特尔主持。SAP的另一位联合创始人津巴则领导了数学编写团队。截至2014年6月，已有44个州采纳了这一标准。
自科尔曼从SAP离任前往大学理事会担任主席以来，津巴及皮门特尔领导的SAP一直在支持共同核心标准的实施。

### 美国大学理事会

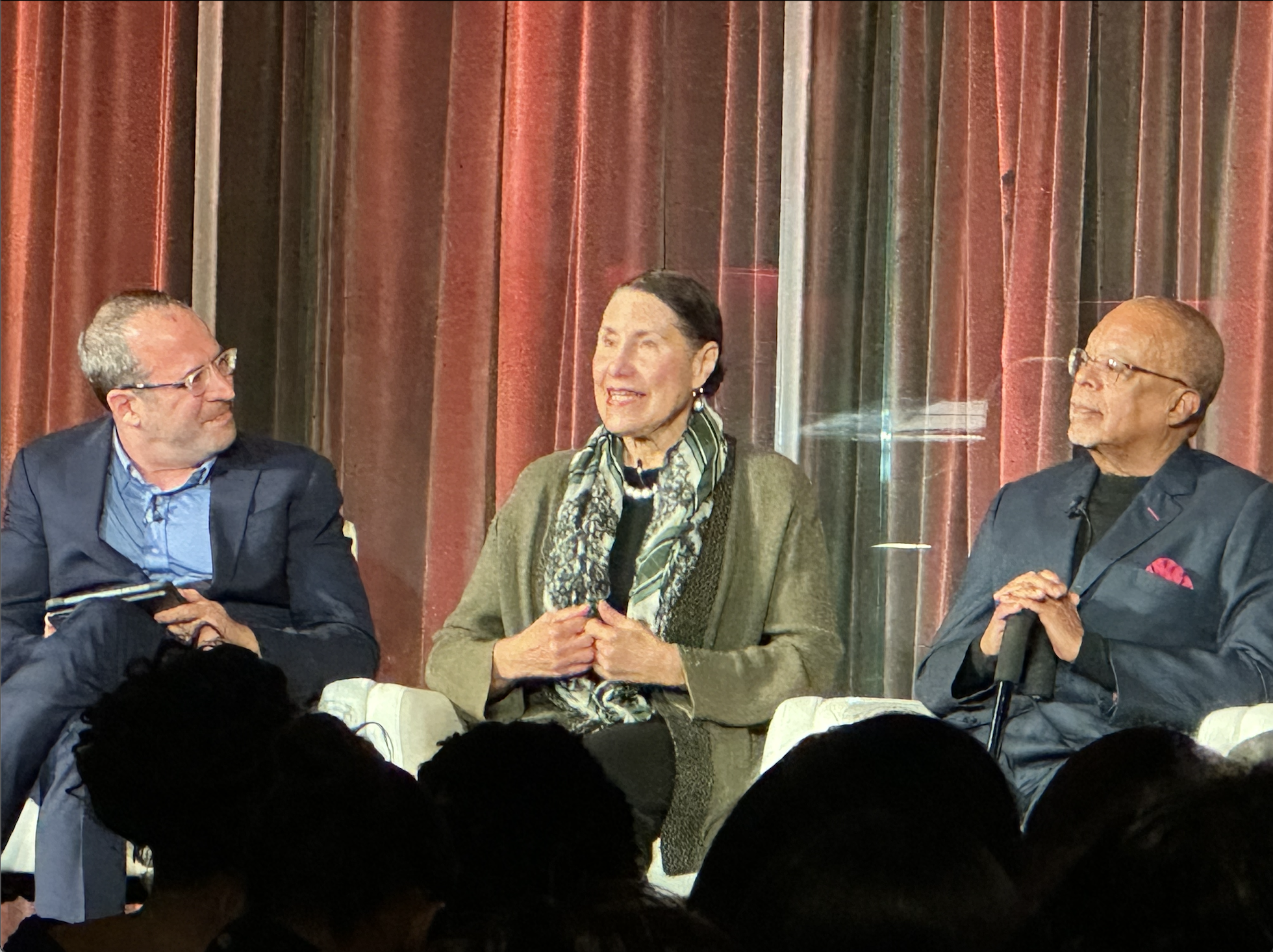
大卫·科尔曼 (左)、伊芙琳·布鲁克斯·希金博坦(中) 和亨利·路易斯·盖茨(右) 在非裔美國人歷史和文化國家博物館参加AP 非洲裔美国人研究启动仪式的座谈会。

2012年5月16日，科尔曼被任命为美国大学理事会SAT部门的主管。同年10月，科尔曼出任大学理事会第九任主席兼首席执行官。科尔曼曾提出，大学理事会有必要为有潜力的少数族裔和低收入学生提供更多上大学的机会。2014年，科尔曼与大学理事会宣布对SAT进行改革，该改革于2016年春季实施。内容包括：取消未答题的扣分、删除生僻的词汇、将作文部分变为可选项，并与可汗學院合作，提供免费的备考资源。《纽约时报杂志》曾讨论过大学理事会提出的SAT改革方案。科尔曼在2020财年的薪酬超过256万美元。

### 教育改革
科尔曼、津巴和安·玛格丽特·迈克尔（Ann-Margaret Michael，科尔曼的前助理，现任SAP的运营经理）是学生优先（Student First）的初始董事会成员，该机构由米歇尔·里（Michelle Rhee）创立，是一个倡导“标准驱动”教育改革的游说组织。科尔曼在2012年10月加入大学理事会后，退出了该董事会。

## 荣誉
科尔曼被《时代》杂志评选为2013年度全球最具影响力的100人之一。支持共同核心标准的佛罗里达州前州长傑布·布希在《时代》杂志上为他撰写了颂词。科尔曼还被投资特许学校的风险基金评为2012年度“变革推动者”之一。

## 延伸阅读
- 大卫·科尔曼，《必须做什么》。 （页面存档备份，存于）2011年，大卫·科尔曼在学习研究与发展中心（Learning Research and Development Center）举办的高层领导会议上的演讲文字稿。该中心位于匹兹堡大学，是一个致力于推广“基于标准的学习”的智库。此次演讲的视频可在Vimeo上观看。
- 大卫·科尔曼，《培育奇迹》，2013年。大卫·科尔曼撰写的关于细致阅读的文章，分析了五个不同文本中的五个问题。
- 大卫·科尔曼，《传递机遇》，2014 年。 （页面存档备份，存于）大卫·科尔曼在2014年宣布美国大学理事会新的使命以及SAT考试改革时的演讲录像及文字稿。